# 心中

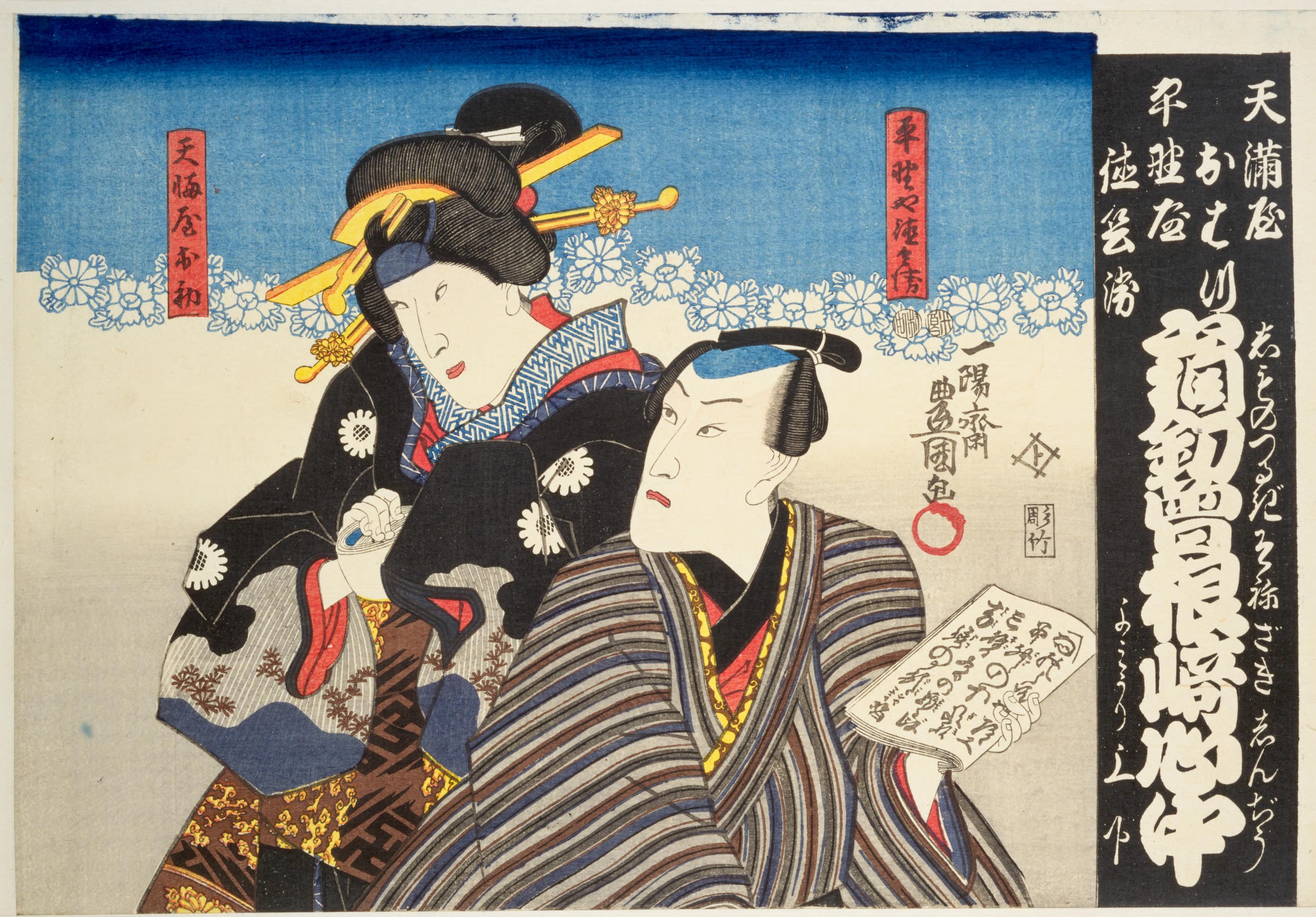
『曽根崎心中』を描いた歌川国貞の浮世絵

心中（しんじゅう、旧仮名遣い：しんぢゆう）とは、本来は相思相愛の仲にある男女が双方の一致した意思により一緒に自殺または嘱託殺人すること。情死ともいう。

## 概説
相愛の男女がその愛情の変わらないことへの誓いとして二人で自殺すること。転じて二人ないし数人の親しい関係にある者たちが合意の上で一緒に自殺すること（例：一家心中) 。さらに合意のない殺人でも、状況により無理心中と呼ばれることがある。

### 情死
相愛の男女による心中。この世で結ばれないことから、来世で結ばれることを願う。また、親密な同性のカップルが一緒に自殺する場合もあり、エスが流行した1910年代以降には、少女同士の自殺が多発し社会問題となった。

### 一家心中
一家そろって自殺する（もしくは首謀者が同居家族に対して嘱託殺人を行い自分も自殺する）こと。家族心中・親子心中ともいう。

### 無理心中
恋愛のもつれから恋人を殺害して自殺する場合など、相手の合意無く行われる心中で、首謀者が相手を殺害したうえで自殺を図る。実際は殺人として扱われ、首謀者が生き残れば殺人罪に問われる。
自分が自殺しようとしたとき、自分の子・親・配偶者など同居者が現世に残されるのを不憫に思い、同居者を殺して自殺するなど、相手の意志や人権を無視したケースもある（ゲッベルスの一家心中など）。
一家心中を図り、親が家族を殺害したあと自分も自殺をしようとしながら死にきれず生き延びた場合など、非難の意味を込めて無理心中と呼ぶ場合がある。
ストーカーが最終手段としてストーカー被害者を殺害して自殺するケースもある（逗子ストーカー殺人事件、館林ストーカー殺人事件など）。

### ネット心中
インターネットの自殺系サイト等で知り合った見ず知らずの複数の他人が、一緒に自殺すること。ネット上で参加者を募るため、お互いに全く繋がりがない者同士で自殺するという点が従来の心中とは異なっている。

## 各国の心中
心中は古くから世界中にその類例があり、決して日本特有の現象ではない。
たとえば、中国の少数民族の一つナシ族の一部の集団は、(1)父系の親族組織で、財産・家屋は男子が相続し、女子の地位は一般的に低く、年頃になると両親から相手方の両親に売り渡された(2)結婚の相手は親同士の間で決められ、そのため若い男女の多くがその愛を成就するため心中した(3)したがって、他族に比して心中の率が非常に高かった、とされている。また、親子心中は日本以外の国にも存在する。
他に有名な例として、アドルフ・ヒトラーが自殺した際に妻エヴァ・ブラウンも共に服毒自殺しており、ナチスの宣伝相だったヨーゼフ・ゲッベルス夫妻も6人の子供を毒殺して共に自殺している。

## 日本における心中の歴史

### 心中立
「心中」は本来「しんちゅう」と読み、「まことの心意、まごころ」を意味する言葉だが、それが転じて「他人に対して義理立てをする」意味から、「心中立」（しんじゅうだて）とされ、特に男女が愛情を守り通すこと、男女の相愛をいうようになった。また、相愛の男女がその愛の変わらぬ証として、髪を切ったり、切指や爪を抜いたり、誓紙を交わす等、の行為もいうようになる。そして、究極の形として相愛の男女の相対死（あいたいじに）を指すようになり、それが現代にいたり、家族や友人までの範囲をも指すようになった。
男女の永久相愛の意味での自殺は、元来日本の来世思想にもよる。近世で本格化されるが、当初、遊廓の遊女が客に、心をこめる箱を意味する心中箱を渡す風習があった。これが、心中の前身であったと言われる。初期には心中箱に爪などを入れるが、しだいに断髪を入れるようになり、さらには遊女が20代後半になると引退ということになり、客に最後にわたす意味で、指を切って渡した。当時の心中が文学作品の影響や、情死を美化する日本独自の来世思想（男女が情死すると、来世で結ばれる）から、遊廓を逃亡した遊女などが気に入った客と情死する＝心中するという意味に移行するに至ったとする説がある。
やがて自らの命をも捧げる事が義理立ての最高の証と考えられたことから、現在の心中の意味になった。情死を賛美する風潮も現れ、遊廓で遊女と心中する等の心中事件が増加して社会問題となる。
関西第一の遊郭として栄えた松島遊郭についての大正期の新聞記事によると、年平均14-15件の情死があり、春夏、秋冬といった季節の変わり目に増え、一度情死者が出るとそれに続く情死が必ず増えた。人気の出なかった新参の娼妓に多く、客がつかないために雇い主からは冷たくされ、家に帰ることもできず、死の道連れとして男に情死をもちかけたり、借金苦の男から誘われる場合もあり、無理心中もあった。

#### 心中立の種類
主に「心中立」には、1) 誓詞（せいし）、2) 放爪（ほうそう）、3) 断髪、4) 入れ墨、5) 切り指、6) 貫肉があった。
誓詞
誓詞は「起請文」ともいい、本来は2枚の熊野牛王符を料紙として用い（誓約を破ると祟りがあり死ぬとされた）、裏面に誓詞を書き、一枚は証拠として渡し一枚は燃やして灰を酒に溶かして飲んだ。掌の印を押捺することもあったが、「血判」といい血で押捺し、あるいは「血書」といって血で文字を書くこともあった。男は左手の、女は右手の、中指あるいは薬指の上の関節と爪の生え際との間を、古くは剃刀、小刀で、のちに針で刺し、血液を落とす。血書であれば折り紙とし血液の不足する箇所は墨を加える。遊女に書かせた起請文を焼き、炭を飲ませることもあった。
放爪
「放爪」は、「爪印」ともいった。爪を抜く秘訣は爪の周りを切回し、酢に浸して柔らかくして抜けば痛くはないとされ（酢に麻酔効果はないので痛い）、男に頼まれないのに女のまごころからおこなったという（爪は抜いても普通はまた生えてくる）。『好色一代男』巻4の2「形見の水櫛」に記載がある。
断髪
断髪は、頭髪を切り、男に贈り、他意の無いことを示した。切るべき所を2寸ほどあけて、上下を元結でしめくくり、その上を紙で巻いて切った。自ら切り、また男に切らせた。『好色一代男』には、死者の黒髪、生爪をはがして遊女がそれをせずとも心中を渡せるように売る農夫の話が見える。
入れ墨
入れ墨は、「起請彫（きしょうぼり）」といい、多くは男の力でさせ、男の名を彫った。たとえば「徳右衛門」であれば「とくさま命」と「命」の字を名の下に付ける場合もあった。これは命の限り思うという意である。「十兵衛」であれば「二五命」、「清助」であれば「きよ命」、ときには名字の片字、名乗の片字を上腕に彫り込んだ。針を束にしてその箇所を刺し、兼ねて書いたとおりに墨を入れる。
切り指
「切り指」は、手の指先を切り落とすことで、切るには介錯の女性を頼み、入り口の戸は密閉し、掛けがねをかけ、血留薬、気付薬、指の包み紙などを用意する。木枕の上に指をのせ、介錯の女性に剃刀を指の上にあてがわせ、介錯の女性に片手で鉄瓶、銚子を上から力任せに打ち落とさせる。このとき指は拍子で遠くに飛ぶ。新町吉田屋で某太夫が2階で指を落としたところ、指の所在が分からなくなり、男が承知しないのでまたほかの指を落としたという話がある。指は神経が細やかな所で切れば激痛に苦しむことになる。
貫肉
「貫肉」は、腕であれ腿であれ、刀の刃にかけて肉を貫くことで、女には少なく、男色関係に多い。

### 心中物
情死を主題とする物語を心中物という。近松門左衛門の『曽根崎心中』、浮世草子『心中大鑑』、落語『品川心中』等が知られる。

### 江戸幕府による取締
心中はこうして社会問題へと発展した結果、幕府側から厳しい取締りが行われた。江戸幕府は「心中は漢字の「忠」に通じる」としてこの言葉の使用を禁止し、「相対死」（あいたいじに）と呼んだ。心中した男女を不義密通の罪人扱いとし、死んだ場合は「遺骸取捨」として葬儀、埋葬を禁止し、一方が死に、一方が死ななかった場合は生き残ったほうを死罪とし、また両者とも死ねなかった場合は非人身分に落とした。
なお、相対死の規定は男女を想定して作られたため、男性及び女性同士による心中は変死として扱われた。
- 1722年（享保7年）には心中物の上演を禁止した。
- 寛政の改革(1787年 - 1793年)の際には山東京伝などの好色物を書いた作家が処罰され、関連する出版物は焚書された。

## 主な心中事件
- 衣通姫伝説 - 木梨軽皇子と軽大娘皇女の近親相姦の末の心中、允恭天皇42年（453年）
- 曽根崎心中 - 天満屋女郎はつと平野屋手代徳兵衛の心中、元禄16年（1703年）
- 心中天網島 - 紙屋治兵衛と遊女小春の心中、享保5年（1720年）
- 藤枝心中 - 旗本藤枝外記と遊女綾絹の心中、天明5年（1785年）
- マイヤーリング事件 - オーストリア皇太子ルドルフとヴェッツェラ男爵令嬢マリーのピストル心中事件、1889年
- 煤煙事件 - 森田草平と平塚らいてうの心中未遂事件、明治41年（1908年）
- 千葉心中 - 伯爵芳川寛治夫人鎌子とお抱え運転手倉持の心中未遂事件（男は死亡）、大正6年（1917年）
- 野村隈畔心中事件 - 哲学者と聴講生の心中、大正10年（1921年）
- 有島武郎と波多野秋子の心中 - 大正12年（1923年）
- 中禅寺湖心中未遂事件 - 男爵北里柴三郎長男俊太郎と芸妓の心中未遂（女は死亡）、大正14年（1925年）
- 坂田山心中 - 昭和7年（1932年）
- アドルフ・ヒトラーと妻の心中 - 1945年
- 玉川上水入水心中 - 心中未遂を繰り返した太宰治が愛人山崎富栄と共に入水自殺、昭和23年（1948年）
- 谷中五重塔放火心中 - 昭和32年（1957年）
- 天城山心中 - 学習院大学女子学生愛新覚羅慧生と同級生大久保武道のピストル心中事件、昭和32年（1957年）
- 福井火葬場心中 - 平成17年（2005年）

## 関連する作品
- 『白鳥の湖』の一部の版は、オデットと王子が共に湖に身を投げて終わる。
- 『モンテ・クリスト伯』には、エロイーズが息子エドゥワールと親子心中するくだりがある。
- 『ロミオとジュリエット』では行き違いがきっかけで後追い自殺により両主人公とも死んでしまう。
- 『うたかたの恋』 - マイヤーリング事件に取材。
- 『天国に結ぶ恋』 - 坂田山心中に取材。
- 『品川心中』 - 落語の演目。
- 「六本木心中」 - アン・ルイスの歌謡曲。
- 「火垂るの墓」 - スタジオジブリ制作の日本のアニメーション映画。
- 『心ノ中ノ日本』 - 長谷川きよしの曲。元々は『心中日本』というタイトルだったが、タイトルが暗すぎるという理由で変更された[24]。